# المكين جرجس بن العميد الأصغر
المكين جرجس بن العميد (ازدهر 1390)، الملقب بالأصغر، كان كاهنًا قبطيًا، وعالم لاهوت، وطبيبًا، وموظفًا مدنيًا في سلطنة المماليك.

## الحياة
من المرجح أن جرجس ولد في القاهرة القديمة في النصف الأول من القرن الرابع عشر. كان يشغل منصبًا رفيعًا في عهد المماليك، ومن المرجح أنه ورثه. لقب المكين يعني القوي وكان يحمله أحد أفراد عائلته السابقين، يُستخدم لقب الأصغر حديثًا للتمييز بينه وبين المؤرخ جرجيس بن العميد، اللذين غالبًا ما يتم الخلط بينهما من المؤلفين المعاصرين. وتسمى عائلتهم بنو العميد [الإنجليزية]. كان شقيق جرجس، الأسعد إبراهيم، يشغل منصب أ كاتب ديوان الجيش المملوكي.

## الأعمال
جرجس كتب باللغة العربية. عمله الرئيس المعروف هو الحاوي، والعمل يحمل عدة عناوين وعناوين فرعية مختلفة في المخطوطات. وهي موسوعة دينية. وفي النسخة الحديثة، يصل عدد صفحاته إلى حوالي 800 صفحة. وهو يتكون من جزئين. يتضمن الكتاب الأول مقدمة عن علم المسيح يتبعها خمسة فصول، ويحتوي الكتاب الثاني على ستة فصول أخرى. وينقسم كل فصل إلى ثلاثة أقسام. ويحتوي على تفسيرات كتابية موسعة، بالإضافة إلى دفاعيات قبطية ضد اليهودية والإسلام والملكانيين والديوفيزيين. يحتوي على تفنيد لعلم التنجيم ولنظرية التحريف، أي تحريف الكتاب المقدس المسيحي. ويزعم أن المسيحية فيها نعمة وليس فيها شريعة.
وفي نهاية القرن الخامس عشر، تُرجم كتاب الحاوي إلى اللغة الإثيوبية تحت عنوان التلاميذ. وفي التراث الإثيوبي، يُنسب الكتاب إلى "جورج تلميذ أنطونيوس السوري". 

## ملحوظات
1. 1 2  Sidarus & Swanson 2013، صفحة 254.
2. ↑  Sidarus 2013، صفحة 201.
3. ↑  Sidarus & Swanson 2013، صفحة 256.
4. ↑  Sidarus & Swanson 2013، صفحات 256–258.
5. ↑  Sidarus & Swanson 2013، صفحة 258.

## فهرس
- Sidarus، Adel؛ Swanson، Mark N. (2013). "Al-Makīn Jirjis ibn al-ʿAmīd". في David Thomas؛ Alex Mallett (المحررون). Christian–Muslim Relations: A Bibliographical History. Brill. ج. 5 (1350–1500). ص. 254–261. DOI:10.1163/1877-8054_cmri_COM_25697.
- Sidarus، Adel (2013). "Families of Coptic Dignitaries (buyūtāt) under the Ayyūbids and the Golden Age of Coptic Arabic Literature (13th cent.)" (PDF). Journal of Coptic Studies. ج. 15: 189–208.